# Loma Delgada
Loma Delgada är en ort i Mexiko.   Den ligger i kommunen Jalpan de Serra och delstaten Querétaro Arteaga, i den centrala delen av landet, 190 km norr om huvudstaden Mexico City. Loma Delgada ligger 1 309 meter över havet och antalet invånare är 150.
Terrängen runt Loma Delgada är kuperad åt nordväst, men åt sydost är den bergig. Runt Loma Delgada är det ganska glesbefolkat, med 36 invånare per kvadratkilometer. Närmaste större samhälle är Landa de Matamoros, 17,2 km öster om Loma Delgada. I omgivningarna runt Loma Delgada växer huvudsakligen savannskog.